# Richard Hofstadter
Richard Hofstadter (Buffalo, 6 de agosto de 1916  — 24 de outubro de 1970) foi um historiador e professor da Universidade de Columbia.

## Vida
Hofstadter foi professor de História Americana na Universidade de Columbia. Rejeitando sua abordagem materialista histórica anterior da história, na década de 1950 ele se aproximou do conceito de "história de consenso" e foi resumido por alguns de seus admiradores como o "historiador icônico do consenso liberal do pós-guerra". Outros veem em seu trabalho uma crítica inicial da sociedade unidimensional, já que Hofstadter era igualmente crítico dos modelos socialistas e capitalistas de sociedade e lamentava o "consenso" dentro da sociedade como "limitado pelos horizontes da propriedade e do empreendedorismo", criticar a "cultura capitalista liberal hegemônica que corre ao longo da história americana".
Suas obras mais lidas são Social Darwinism in American Thought, 1860–1915 (1944); The American Political Tradition (1948); The Age of Reform (1955); Antiintelectualismo em American Life (1963) e os ensaios coletados em The Paranoid Style in American Politics (1964).
Ele recebeu o Prémio Pulitzer de História duas vezes , primeiro em 1956 por The Age of Reform , uma análise do movimento populista na década de 1890 e o movimento progressista do início do século XX; e então em 1964 para a história cultural Anti-intelectualism in American Life.

## Trabalhos publicados
- "The Tariff Issue on the Eve of the Civil War," The American Historical Review Vol. 44, No. 1 (Oct. 1938), pp. 50–55 Texto completo em JSTOR
- "William Graham Sumner, Social Darwinist," The New England Quarterly Vol. 14, No. 3 (Sep. 1941), pp. 457–77 JSTOR
- "Parrington and the Jeffersonian Tradition," Journal of the History of Ideas Vol. 2, No. 4 (Oct. 1941), pp. 391–400 JSTOR
- "William Leggett, Spokesman of Jacksonian Democracy," Political Science Quarterly Vol. 58, No. 4 (Dez. 1943), pp. 581–94 JSTOR
- Hofstadter, Richard (abril de 1944), «UB Phillips and The Plantation Legend», The Journal of Negro History, 29 (2): 109–24, JSTOR 2715306, doi:10.2307/2715306.
- Social Darwinism in American Thought, 1860–1915, ISBN 978-0-8070-5503-8, Philadelphia: University of Pennsylvania Press, 1992 [1944];[5] online
- The American Political Tradition and the Men Who Made It (Nova York: A. A. Knopf, 1948). online; também online
- "Beard and the Constitution: The History of an Idea," American Quarterly (1950) 2#3 pp. 195–213 JSTOR
- The Age of Reform: from Bryan to FDR (Nova York: Knopf, 1955). online DEAD LINK; online WRONG Link (anti-intelectualismo)
- The Development of Academic Freedom in the United States (Nova York: Columbia University Press, 1955) com Walter P. Metzger OCLC 175391 online

- - A contribuição de Hofstadter foi publicada separadamente como Academic Freedom in the Age of the College, Columbia University Press, [1955] 1961.

- The United States: the History of a Republic (Englewood Cliffs, NJ: Prentice-Hall, 1957), livro didático da faculdade; várias edições; co-autoria com Daniel Aaron e William Miller
- Anti-intellectualism in American Life (Nova York: Knopf, 1963). online
- The Progressive Movement, 1900–1915 (Englewood Cliffs, NJ: Prentice-Hall, 1963). trechos editados.  OCLC 265628
- Hofstadter, Richard (8 de outubro de 1964). «A Long View: Goldwater in History». New York Review of Books
- The Paranoid Style in American Politics, and Other Essays (Nova York: Knopf, 1965). ISBN 978-0-226-34817-9 online
  - includes "The Paranoid Style in American Politics", Harper's Magazine (1964)
- The Progressive Historians: Turner, Beard, Parrington (Nova York: Knopf, 1968)  online.
- The Idea of a Party System: The Rise of Legitimate Opposition in the United States, 1780–1840 (Berkeley: University of California Press, 1969). online
- American Violence: A Documentary History, co-editado com Mike Wallace (1970)  ISBN 978-0-394-41486-7
- "America As A Gun Culture" American Heritage, 21 (outubro de 1970), 4–10, 82–85.
- America at 1750: A Social Portrait (1971)